# MTV Video Music Awards de 1989
O MTV Video Music Awards de 1989 foi ao ar em 6 de setembro de 1989, premiando os melhores videoclipes lançados entre 2 de abril de 1988 e 1 de junho de 1989. A cerimônia, ocorrida no Anfiteatro da Universal, em Los Angeles, nos Estados Unidos, foi apresentada pelo comediante estadunidense Arsenio Hall, que serviu de anfintrião pela segunda vez consecutiva.

## Performances
| Artista                                  | Canção                                                   | Apresentado por |
| ---------------------------------------- | -------------------------------------------------------- | --------------- |
| Madonna                                  | "Express Yourself"                                       | —               |
| Bobby Brown                              | "On Our Own"                                             | —               |
| Def Leppard                              | "Tear It Down"                                           | Richard Lewis   |
| Tone Lōc                                 | "Wild Thing"                                             | —               |
| The Cult                                 | "Fire Woman"                                             | Arsenio Hall    |
| Paula Abdul                              | Medley: "Straight Up" "Cold Hearted" "Forever Your Girl" | —               |
| Jon Bon Jovi Richie Sambora              | "Livin' on a Prayer" (Intro) "Wanted Dead or Alive"      | —               |
| The Cure                                 | "Just Like Heaven"                                       | Arsenio Hall    |
| Cher                                     | "If I Could Turn Back Time"                              | —               |
| The Rolling Stones                       | "Mixed Emotions"                                         | —               |
| Axl Rose Tom Petty and the Heartbreakers | "Free Fallin'" "Heartbreak Hotel"                        | Arsenio Hall    |

## Vencedores e indicados
Os vencedores aparecem em negrito.

### Vídeo do Ano
Neil Young — "This Note's for You"
- Fine Young Cannibals — "She Drives Me Crazy"
- Michael Jackson — "Leave Me Alone"
- Madonna — "Like a Prayer"
- Steve Winwood — "Roll with It"

### Melhor Vídeo Masculino
Elvis Costello — "Veronica"
- Bobby Brown — "Every Little Step"
- Lou Reed — "Dirty Blvd."
- Steve Winwood — "Roll with It"

### Melhor Vídeo Feminino
Paula Abdul — "Straight Up"
- Tracy Chapman — "Fast Car"
- Madonna — "Express Yourself"
- Tanita Tikaram — "Twist in My Sobriety"
- Jody Watley — "Real Love"

### Melhor Vídeo de Grupo
Living Colour — "Cult of Personality"
- Fine Young Cannibals — "She Drives Me Crazy"
- Guns N' Roses — "Sweet Child o' Mine"
- Traveling Wilburys — "Handle with Care"

### Artista Revelação
Living Colour — "Cult of Personality"
- Paula Abdul — "Straight Up"
- Edie Brickell & New Bohemians — "What I Am"
- Neneh Cherry — "Buffalo Stance"

### Melhor Vídeo de Heavy Metal
Guns N' Roses — "Sweet Child o' Mine"
- Aerosmith — "Rag Doll"
- Def Leppard — "Pour Some Sugar on Me"
- Metallica — "One"

### Melhor Vídeo de Rap
DJ Jazzy Jeff & The Fresh Prince — "Parents Just Don't Understand"
- Ice-T — "Colors"
- Kool Moe Dee — "How Ya Like Me Now"
- MC Hammer — "Turn This Mutha Out"
- Tone Lōc — "Wild Thing"

### Melhor Vídeo de Dance
Paula Abdul — "Straight Up"
- Bobby Brown — "Every Little Step"
- Michael Jackson — "Smooth Criminal"
- Jody Watley — "Real Love"

### Melhor Vídeo Pós-Moderno
R.E.M. — "Orange Crush"
- The Cure — "Fascination Street"
- The Escape Club — "Wild, Wild West"
- Love and Rockets — "So Alive"
- Siouxsie and the Banshees — "Peek-a-Boo"

### Melhor Vídeo de um Filme
U2 com B. B. King — "When Love Comes to Town" (de Rattle and Hum)
- The Belle Stars — "Iko Iko" (de Rain Man)
- Ice-T — "Colors" (de Colors)
- Annie Lennox e Al Green — "Put a Little Love in Your Heart" (de Scrooged)

### Vídeo Inovador
Art of Noise (participação Tom Jones) — "Kiss"
- Paula Abdul — "Straight Up"
- Elvis Costello — "Veronica"
- The Escape Club — "Wild, Wild West"
- Fine Young Cannibals — "She Drives Me Crazy"
- Michael Jackson — "Leave Me Alone"
- Jody Watley — "Real Love"

### MelhorPerformancede Palco em um Vídeo
Living Colour — "Cult of Personality"
- Bobby Brown — "My Prerogative"
- Def Leppard — "Pour Some Sugar on Me"
- Guns N' Roses — "Paradise City"

### Melhor Direção em um Vídeo
Madonna — "Express Yourself" (Diretor: David Fincher)
- DJ Jazzy Jeff & The Fresh Prince — "Parents Just Don't Understand" (Diretor: Scott Kalvert)
- Van Halen — "Finish What Ya Started" (Diretor: Andy Morahan)
- Jody Watley — "Real Love" (Diretor: David Fincher)
- Steve Winwood — "Roll with It" (Diretor: David Fincher)

### Melhor Coreografia em um Vídeo
Paula Abdul — "Straight Up" (Coreógrafo: Paula Abdul)
- Bobby Brown — "Every Little Step" (Coreógrafo: Bobby Brown)
- Michael Jackson — "Smooth Criminal" (Coreógrafos: Michael Jackson e Vincent Paterson)
- New Kids on the Block — "You Got It (The Right Stuff)" (Coreógrafo: Tyrone Procter)

### Melhor Efeitos Especiais em um Vídeo
Michael Jackson — "Leave Me Alone" (Efeitos Especiais: Jim Blashfield)
- Adrian Belew — "Oh Daddy" (Efeitos Especiais: Joey Ahlbum)
- The Escape Club — "Wild, Wild West" (Efeitos Especiais: Nicholas Brandt e Bridget Blake-Wilson)
- Prince — "I Wish U Heaven" (Efeitos Especiais: Maury Rosenfeld e Fred Raimondi)

### Melhor Direção de Arte em um Vídeo
Madonna — "Express Yourself" (Diretores de Arte: Holgar Gross e Vance Lorenzini)
- DJ Jazzy Jeff & The Fresh Prince — "Parents Just Don't Understand" (Diretor de Arte: Greg Harrison)
- Debbie Gibson — "Electric Youth" (Diretor de Arte: Rhaz Zeizler)
- INXS — "New Sensation" (Diretor de Arte: Lynn-Maree Milburn)
- Michael Jackson — "Leave Me Alone" (Diretor de Arte: Jim Blashfield)
- Jody Watley — "Real Love" (Diretor de Arte: Piers Plowden)

### Melhor Edição em um Vídeo
Paula Abdul — "Straight Up" (Editor: Jim Haygood)
- Michael Jackson — "Leave Me Alone" (Editor: Paul Diener)
- Madonna — "Express Yourself" (Editor: Scott Chestnut)
- Jody Watley — "Real Love" (Editor: Scott Chestnut)
- Steve Winwood — "Roll with It" (Editor: Scott Chestnut)

### Melhor Cinematografia em um Vídeo
Madonna — "Express Yourself" (Diretor de Fotografia: Mark Plummer)
- Michael Jackson — "Smooth Criminal" (Diretor de Fotografia: John Hora)
- Tanita Tikaram — "Twist in My Sobriety" (Diretor de Fotografia: Jeff Darling)
- Steve Winwood — "Roll with It" (Diretor de Fotografia: Mark Plummer)

### Escolha do Público
Madonna — "Like a Prayer"
- Fine Young Cannibals — "She Drives Me Crazy"
- Michael Jackson — "Leave Me Alone"
- Steve Winwood — "Roll with It"
- Neil Young — "This Note's for You"

### Escolha do Público Internacional

#### MTV América Latina
Chayanne – "Este Ritmo Se Baila Así"
- Emmanuel – "La Última Luna"
- Gipsy Kings – "Djobi Djoba"
- Miguel Mateos–ZAS – "Y, sin Pensar"
- Fito Páez – "Sólo los Chicos"

#### MTV Europa
Roxette – "The Look"
- Front 242 – "Headhunter"
- The Jeremy Days – "Brand New Toy"
- Niagara – "Soleil d'Hiver"
- Rainbirds – "Sea of Time"
- Vaya Con Dios – "Don't Cry for Louie"

#### MTV Japão
Kome Kome Club – "Kome Kome War"
- Kyosuke Himuro – "Angel"
- Toshinobu Kubota – "Indigo Waltz"
- Unicorn –  "Daimeiwaku"

### Prêmio Video Vanguard
George Michael